# Belavatti (Hunasikatti), Hangal
Belavatti (Hunasikatti) là một làng thuộc tehsil Hangal, huyện Haveri, bang Karnataka, Ấn Độ.